# Nefrit

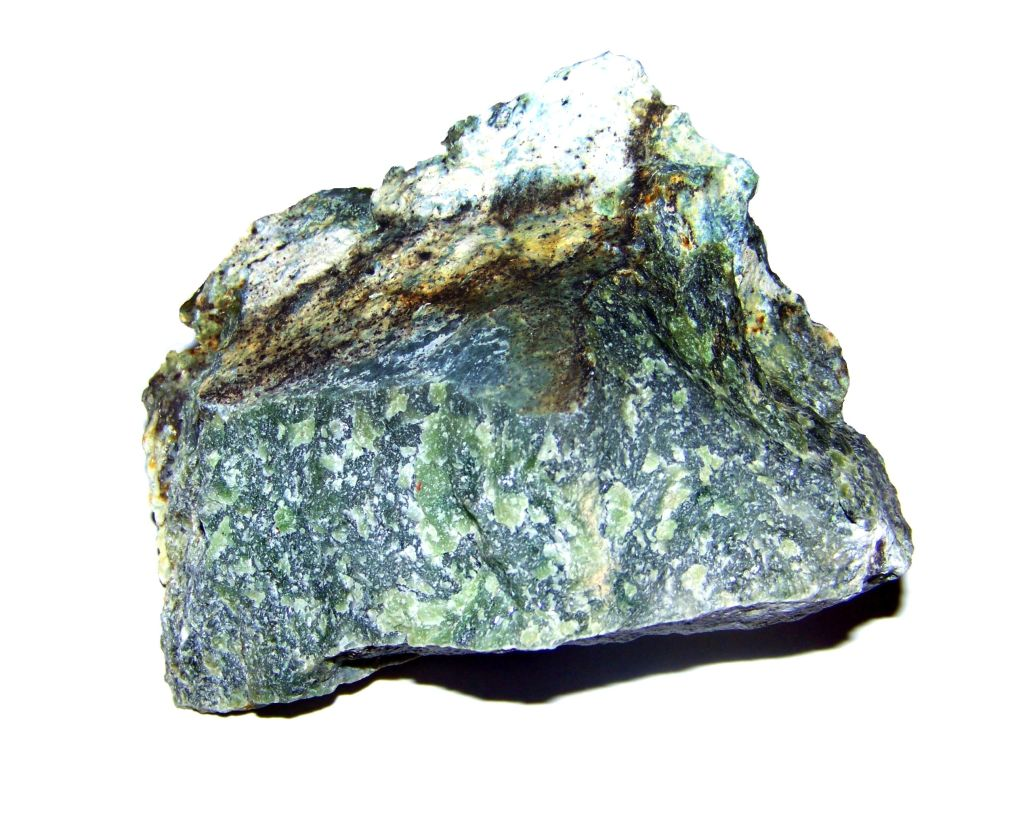
Nefrit

Nefrit Ca2(Mg,Fe)5Si8O22(OH)2 je drahokam, odrůda amfibolu, spolu s jadeitem označován názvem jade (jadeit je pyroxen). Barva drahokamového nefritu je sytě špenátově zelená, minerál má tvrdost kolem 6–6,5 stupně Mohsovy stupnice podobně jako křemen, je však houževnatější díky mikrokrystalické struktuře. Po naleštění velmi estetický s dokonalým skelným leskem. Historické a stále využívané naleziště se nalézá například na Sibiři. Výrobky z ruského nefritu byly v Evropě pojmem ve třicátých letech 20. století.

## Vlastnosti
Nefrit je drahokam, patří do skupiny amfibolů, má hustotu 2,9–3,03 a index lomu 1,654–1,667. Většinou je tmavězelené barvy, vzácně se nachází bílý. Často se plete s jadeitem a i Číňané mají pro oba kameny stejné pojmenování. 

## Výskyt
Nachází se na Sibiři, v Barmě, Číně, Polsku, ve Švýcarsku, v Austrálii, na Novém Zélandu, ve Střední Americe . Nejvíce se těží v kanadské Britské Kolumbii.

## Využití
Nefritu bývaly připisovány léčivé účinky. Už staří Číňané si z nefritu vyráběli číše, ze kterých pili, protože věřili v jeho očistnou sílu. Oblíbené byly i nejrůznější druhy šperků a amuletů, kterým se přikládaly léčivé účinky, např. detoxikace organizmu, léčení zánětů ledvin (řec. nephritis – odtud název drahokamu) i močových cest. V duševní oblasti se věřilo, že nositel nefritu nabude duševního klidu a vyrovnanosti, získá klidný a nerušený spánek, uleví se mu od bolesti hlavy, tlumí agresivitu a pomáhá utišit žal.[zdroj?]